# Lockheed Martin X-44 MANTA
Lockheed Martin X-44 MANTA (многоосевой самолет без хвостового оперения) — американский концептуальный самолёт, разработанный компанией Lockheed Martin, который изучался НАСА и ВВС США. Он был предназначен для проверки возможности полного управления рысканием, тангажем и креном без хвостового оперения (горизонтального или вертикального). Управление ориентацией опирается исключительно на трехмерное управление вектором тяги. Конструкция самолета была заимствована у F-22 Raptor и имела удлиненное треугольное крыло без хвоста.

## История
НАСА и ВВС США начали предварительные работы над самолетом к маю 1999 года. Планировалось продемонстрировать технологии MANTA либо на F-22 Raptor, либо на F-15. Прототип X-44 должен был начать испытательные полеты к 2007 году. Планировщики НАСА заявили, что разработка технологий для X-44 может найти применение в программах F-22 и Joint Strike Fighter, а также в коммерческих сверхзвуковых проектах.
Первоначальные технико-экономические обоснования финансировались правительством и двумя подрядчиками. НАСА утвердило начало программы в июне 1999 года, присвоив самолету обозначение «X-44A».
Финансирование X-44 закончилось в 2000 году.